# Tipton (Oklahoma)
Tipton – miasto w Stanach Zjednoczonych, w stanie Oklahoma, w hrabstwie Tillman.